# 아그레망
아그레망(프랑스어: agrément)은 특정한 인물을 외교사절로 임명하기 전에 상대접수국에게 이의의 유무에 관한 의사를 조회하는 국제관례상의 제도를 말한다. 일어날 수 있는 분쟁을 미리 방지하기 위하여 파견국은 임명에 앞서 '아그레망(agrément)'의 요청을 선행하는 것이 보통이다. 특정인물이 '만족한 사람(persona grata)'이라고 생각할 때에는 '아그레망'을 부여한다. '아그레망'을 부여한 경우에는 접수국이 그 인물을 외교사절로서 접수할 의무가 생긴다.
파견되어 오는 외교사절이 기피 인물인 경우에는 받아들이는 나라에서는 그 사절의 접수를 거부할 수 있다. 접수를 거부한 때에 일어나게 될 분쟁을 미리 예방하기 위해 보내는 나라에서는 외교 사절을 임명하기 전에 받아들이는 나라의 의견을 사전에 파악해야 하고, 받아들이는 나라는 이에 대해 동의 여부에 대한 의사를 표방한다.